# Tournoi de tennis du Bronx
Le tournoi de tennis du Bronx (États-Unis) est un tournoi de tennis féminin du circuit professionnel WTA.
Créé en 2019, le tournoi est organisé avant l'US Open et remplace au calendrier de la WTA le tournoi de New Haven.

## Palmarès

### Simple
| No | Date       | Nom et lieu du tournoi | Catégorie | Dotation  | Surface    | Vainqueure    | Finaliste     | Score         |         |
| -- | ---------- | ---------------------- | --------- | --------- | ---------- | ------------- | ------------- | ------------- | ------- |
| 1  | 19-08-2019 | Bronx Open, Bronx      | Intern'l  | 226 750 $ | Dur (ext.) | Magda Linette | Camila Giorgi | 5-7, 7-5, 6-4 | Tableau |

### Double
| No | Date       | Nom et lieu du tournoi | Catégorie | Dotation  | Surface    | Vainqueures                         | Finalistes                           | Score            |         |
| -- | ---------- | ---------------------- | --------- | --------- | ---------- | ----------------------------------- | ------------------------------------ | ---------------- | ------- |
| 1  | 19-08-2019 | Bronx Open Bronx       | Intern'l  | 226 750 $ | Dur (ext.) | Darija Jurak M. J. Martínez Sánchez | Margarita Gasparyan Monica Niculescu | 7-5, 2-6, [10-7] | Tableau |